# 이즈마일롭스카야역
이즈마일롭스카야역(러시아어: Измайловская)은 모스크바 지하철 아르바츠코 포크롭스카야 선의 역이다. 1961년 10월 21일에 개장하였고, 역은 지상에 위치한다.
이 역은 모스크바 중심부에 있는 가장 아름다운 공원 중 하나인 "이즈마일롭스키 공원(Измайловский парк)"과 인접한다.

## 역사
이즈마일롭스카야 역은 1961년 10월 21일에 개통하였다.

## 역명
개통 초기부터 1963년까지 "이즈마일롭스키 파르크" 역으로 운영하였다가 현재와 같은 역명이 되었다.

## 사진

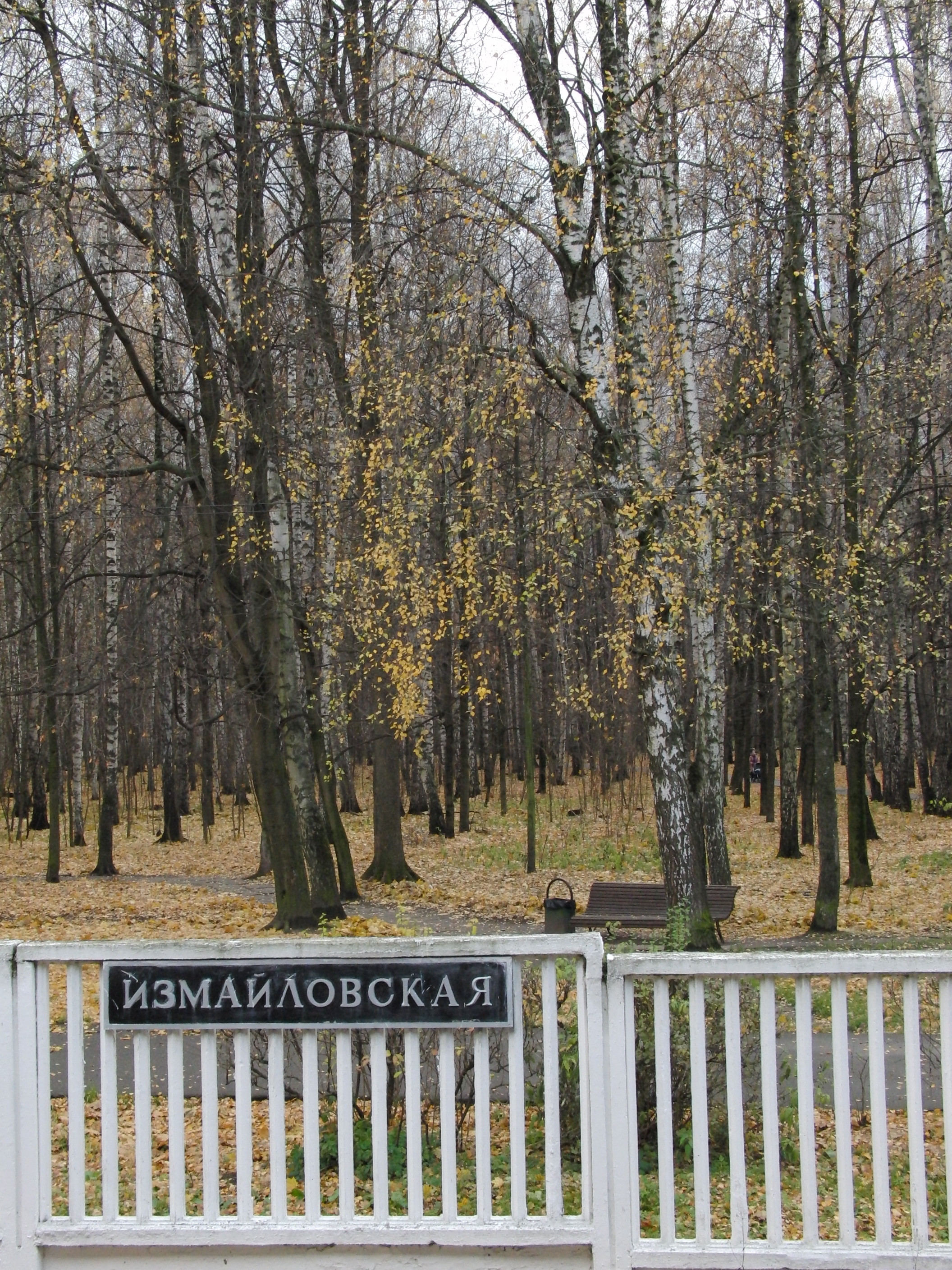
플랫폼에서 본 이즈마일롭스키 공원
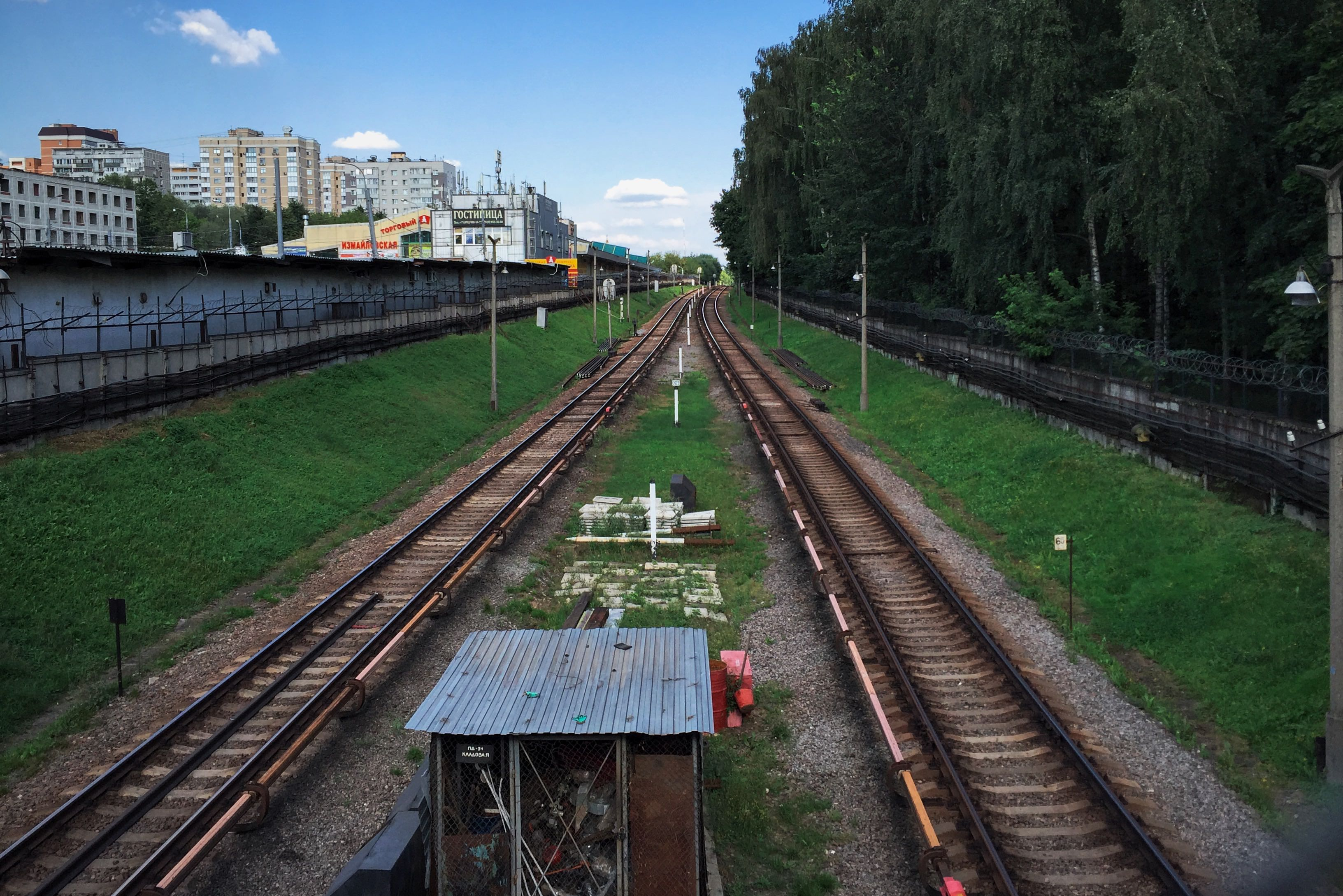
플랫폼 끝에서 본 선로
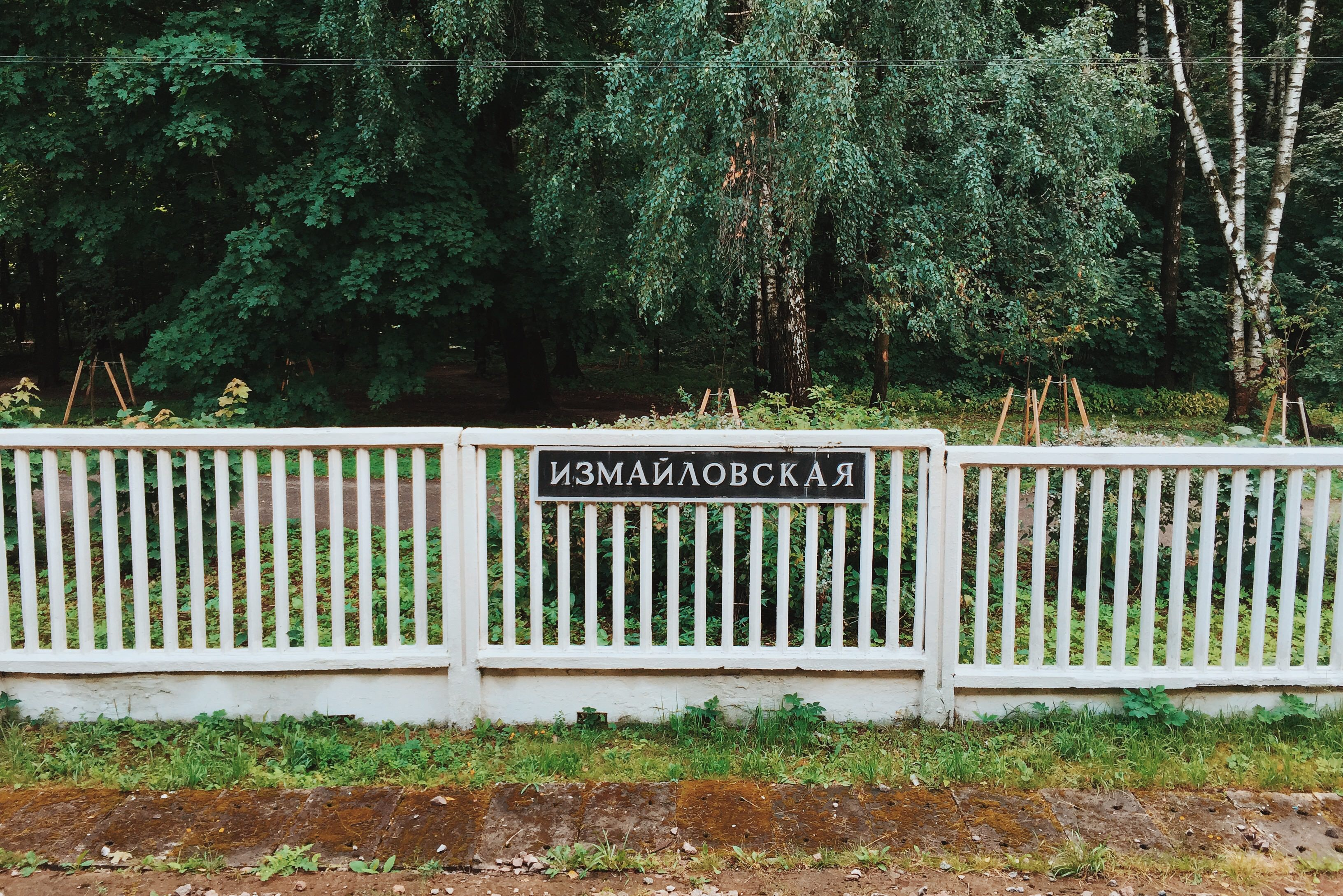
역명판

## 같이 보기
- (일본어) metro.ru